# Itea parviflora
Itea parviflora là một loài thực vật có hoa trong họ Iteaceae. Loài này được Hemsl. miêu tả khoa học đầu tiên năm 1895.